# Duri i banchi
Duri i banchi è il terzo album in studio dei Pitura Freska, pubblicato nel 1993.

## Descrizione
Il titolo del disco è un tipico modo di dire veneziano, usato come saluto di incoraggiamento e traducibile con "tenete duro"; è in assonanza con i temi dell'album e palesemente richiamato in un verso di Ara che ben: E se la xe dura no gavemo paura.
L'album in origine contiene 13 canzoni ma nelle successive ristampe viene aggiunta una traccia (la n.14) dal titolo 7 e 40, rivisitazione della band in chiave reggae del famoso successo di Lucio Battisti del 1970.
Picinin è un nostalgico ritorno all'infanzia, fatto attraverso i ritmi reggae e i tratti ironici tipici dei Pitura Freska; sono particolarmente posti a confronto i vantaggi di essere fanciulli (co gero picinin no vardavo el taquin / coi tempi che coreva gero neto de bain) con i disagi dell'essere adulti (e adesso che son grande mi toca lavorare / tute le matine alzarsi e andare a faticare). Degno di nota il climax conclusivo, con un simpatico fulmen in clausola che mostra la consueta critica politico-sociale cara al gruppo: co vinti milioni che xe un ano de lavoro / ghe pago la vacanse al Ministro del Tesoro. Tra i brani più celebri del loro repertorio, Picinin è stato dotato anche di un video ufficiale, il secondo per la band veneziana, diretto da Alex Infascelli. Le note del ritornello sono state riprese poi nel 2006 dalla canzone LDN di Lily Allen.
In Ara che ben i Pitura Freska e Sir Oliver Skardy in primis, entrambi citati nel testo, sottolineano la loro posizione di forte opposizione alla corruzione e allo sfruttamento, forme di potere del mondo contemporaneo. Ecco allora che la band chiarisce di preferire le fatiche della vita agli intrallazzi: La vita me basta co cueo che la me dà. A metà canzone è citato esplicitamente Vittorio Sgarbi, il critico d'arte sempre al centro di vicende mondane e politiche: De imatonii de cassafati e de Sgarbi / no ghe ne ciava un casso a Skardy; Sgarbi è preso a emblema di quel mondo dal quale Skardy e compagni prendono le distanze.
Canzone famosa e tra le più ironiche dell'album, La pianta affronta, attraverso un'aneddotica narrazione, il tema, centralissimo nella poetica dei Pitura Freska, della legalizzazione della marijuana, già toccato in Marghera, celebre brano dell'album precedente Na bruta banda, e che si riproporrà nell'album solista di Skardy con Ah mi no so miga. Più che una critica al proibizionismo, La pianta risulta essere un'esaltazione della positività della marijuana e della natura innocua del suo utilizzo: dunque, un coro, che a più riprese compare nel brano, ripete Bona la pianta.
Tra i brani più impegnati della band, Le sorti de un pianeta è un inno pacifista che chiede la sospensione di ogni guerra, in nome della sacralità della vita e contro quei potenti che da secoli compiono crimini contro l'umanità. Emblematico è il ritornello: Ogni vita va rispetada / che la vegna da na regia, / che la vegna da na strada / Ogni guera va subito fermada / la vita xe un dirito, / no la va strassada.
Venessia in afito riflette la tematica molto cara ai membri della band di una Venezia sempre più vittima della speculazione economica, a danno della popolazione locale e all'invecchiamento progressivo della città riscontrabile anche nell'età degli abitanti stessi (pochi putei/campi sensa un zogo/ na cità che xe na casa de riposo), sfrattata dalla propria città (te xe rivà el sfrato / sta sito e va via da la to cità) in virtù di grandi eventi e grandi opere (Sumit, Expo, festa de la pantegana / altro che Pin Floi, li vol la metropoitana), tra le quali è esplicito il riferimento alla sublagunare, alla quale è dedicata l'ultima strofa: Li vol far na metropoitana / par viagiar al de soto de la laguna / Mi che no só na pantegana / ve digo che li xe fioi de putana. Venessia in afito si pone esplicitamente come incitamento a la rivolta, giustificando, assieme ad altri brani come Ara che ben e Le sorti de un pianeta, l'incitazione a tener duro contenuta nel titolo dell'album. Per questa canzone fu girato anche un video ufficiale nel 1994, il terzo prodotto dai Pitura Freska.

## Tracce
1. Picinin – 4:44
2. Ara che ben – 4:39
3. La pianta – 4:51
4. Balar – 4:48
5. Skuai – 4:25
6. Le sorti de un pianeta – 5:02
7. Che scavessada – 3:43
8. Star – 4:50
9. Venessia in afito – 4:20
10. Co devento geoso – 3:51
11. Tasse – 5:05
12. Cartoni animati – 3:48
13. Iole – 3:41

Durata totale: 57:47

## Formazione
Gruppo
- Sir Oliver Skardy - voce
- Cristiano Verardo - chitarra
- Francesco Duse - chitarra
- Marco Forieri - sax
- Valerio Silvestri - tromba

Altri musicisti
- Walter Calloni - batteria
- Giovanni Boscariol - tastiera